# Teesside Steelers
Le Teesside Steelers sono la squadra di football americano femminile di Billingham, in Inghilterra.

## Dettaglio stagioni

### Tornei nazionali

#### Campionato

##### NWFL Premiership
| Stagione | regular season | regular season | regular season | regular season | regular season | regular season | playoff | playoff | playoff | playoff | playoff | playoff   | playoff    |
|          | Vin            | Par            | Per            | Tot            | PF             | PS             | Vin     | Per     | Tot     | PF      | PS      | risultato | avversaria |
| -------- | -------------- | -------------- | -------------- | -------------- | -------------- | -------------- | ------- | ------- | ------- | ------- | ------- | --------- | ---------- |
| 2022     | 3              | 0              | 5              | 8              | 114            | 184            | -       | -       | -       | -       | -       | -         | -          |
| Totale   | 3              | 0              | 5              | 8              | 114            | 184            | -       | -       | -       | -       | -       |           |            |

Fonti: Enciclopedia del Football - A cura di Roberto Mezzetti

##### Sapphire Series Division Two/Sapphire Series Division 2A
| Stagione | regular season | regular season | regular season | regular season | regular season | regular season | playoff | playoff | playoff | playoff | playoff | playoff                          | playoff           |
|          | Vin            | Par            | Per            | Tot            | PF             | PS             | Vin     | Per     | Tot     | PF      | PS      | risultato                        | avversaria        |
| -------- | -------------- | -------------- | -------------- | -------------- | -------------- | -------------- | ------- | ------- | ------- | ------- | ------- | -------------------------------- | ----------------- |
| 2017     | 7              | 0              | 1              | 8              | 200            | 42             | -       | -       | -       | -       | -       | Vincitrici Gruppo North and West | -                 |
| 2018     | 1              | 0              | 3              | 4              | 28             | 32             | 1       | 1       | 2       | 33      | 19      | Quinto posto                     | Cardiff Valkyries |
| Totale   | 8              | 0              | 4              | 12             | 228            | 74             | 1       | 1       | 2       | 33      | 19      |                                  |                   |

Fonti: Enciclopedia del Football - A cura di Roberto Mezzetti

### Riepilogo fasi finali disputate
| Anno          | Luogo    | Evento                      | Fase del torneo      | Incontro                              | Risultato |
| 17 marzo 2018 | Sandwell | Sapphire Series Division 2A | Finale 5º - 6º posto | Cardiff Valkyries - Teesside Steelers | 0 - 24    |